# 布莱恩·斯基纳
布莱恩·斯基纳（英語：Brian Skinner，1976年5月19日—），美国前职业篮球运动员，曾效力于NBA联盟，司职中锋。

## 大学生涯
6尺9寸 (2.06)265磅 (120公斤)的斯基纳在贝勒大学打球，司职球队的大前锋和中锋位置。

## NBA生涯
1998年NBA选秀中斯基纳在第一轮第22顺位被洛杉矶快船队选中。他还先后效力过克里夫兰骑士队、费城76人队、密尔沃基雄鹿队、萨克拉门托国王队和波特兰开拓者队，得到场均5.7分。
2006-07赛季，斯基纳在场均22.7分钟的出场时间内得到了4.4分和5.7个篮板的数据。
斯基纳在2007年9月和菲尼克斯太阳队签订了一份一年合同，以补充太阳队较为羸弱的替补内线实力。